# Generické strategie
Generické strategie jsou nástrojem marketingového řízení společnosti. Každá společnost má jiné cíle a podniká v jiném oboru, a proto není možné říct, která strategie je nejlepší a musíme nejdříve analyzovat vlastní společnost, abychom mohli určit vhodnou konkurenční strategii dle Portera.

## Generické strategie
Důležitým úkolem společnosti je identifikovat své hlavní konkurenty. Po jejich identifikaci a detailním rozboru je třeba zvolit vhodnou konkurenční strategii, díky které bude moci firma umístit svůj produkt na lepší pozici na trhu než její konkurence.
Nelze říci, že je jedna nejlepší strategie pro všechny společnosti. Jsou velmi důležité cíle společnosti, obor podnikání nebo chování konkurence a dle toho je třeba zvolit nejvýhodnější marketingovou konkurenční strategii pro danou firmu. Je i možné mít různé strategie v rámci jedné společnosti. Pro každý produkt nebo pro každou divizi vlastní konkurenční strategie.
Marketingové strategie, které mají za cíl dosažení konkurenční výhody byly poprvé představeny Michaelem Porterem, a proto se jim říká Porterovy strategie nebo generické strategie.

## Michael Eugene Porter
Michael Porter se narodil 23. 5. 1947 ve státě Michigan v USA. Je to významný americký ekonom, jeden z nejvlivnějších stratégů současnosti, který působí jako profesor na Harvard Business School a také jako konzultant. Proslavil se zejména jako guru strategického řízení a je zakladatelem analytické techniky 5F.
.Je předním odborníkem na konkurenční strategii, konkurenceschopnost a hospodářský rozvoj národů. Představil celou řadu konceptů, kterými jsou například hodnotový řetězec nebo strategické skupiny.
Michael Porter je autorem 18 knih a mnoha článků. Je také šestinásobný vítěz McKinsey Award za nejlepší článek roku v magazínu Harvard Business Review. Je zakladatelem tří neziskových organizací, které se soustřeďují na řešení ekonomických otázek v zemích třetího světa.
V roce 2000 byl Michael Porter jmenován profesorem, což je nejvyšší profesní uznání, které lze udělit členu Harvardovy univerzity. Roku 2009 mu byl udělen čestný titul McGill University. Porter čelil časté kritice za nekonzistentní logické argumenty v jeho tvrzeních. Kritici argumentovali tím, že jeho závěrům chybí empirická podpora. 
Michael Eugene Porter řekl: „Ty nejúspěšnější firmy mají neustálé starosti.“ 

## Konkurenční marketingové strategie

### Cost leadership (prvenství v nákladech)
Společnost se při této strategii snaží dosáhnout co nejnižších výrobních a distribučních nákladů, aby byla schopna nabídnout zákazníkovi nižší cenu než konkurence a získat tím větší podíl na trhu.
Pozice nejnižších nákladů představuje silnou bariéru vstupu na trh pro jiné společnosti a také chrání firmu před substituty.
Strategie nejnižších nákladů bývá využívána u masových výrobků, u kterých není možné diferencovat a které jsou přijímány velkým množstvím spotřebitelů.
Jako každá strategie, tak i tato nese svá rizika. Může se objevit společnost, která bude mít ještě nižší náklady, zákazníci mohou mít rostoucí požadavky a nároky a aby se firma uspokojila není schopna nejnižší náklady udržet.
Příklady – Tesco, Kaufland, Lidl

### Diferenciace
Firma se soustředí na výrobu vysoce diferencovaných produktových řad a marketingových programů, a tím působit jako vedoucí dané třídy v odvětví. Mnoho zákazníků pak bude preferovat tuto značku, pokud ovšem cena nebude příliš vysoká. Náklady nejsou prioritní. 
Strategie je využívána tehdy, pokud můžeme výrobky diferencovat a nedají se jednoduše napodobit. Také tam, kde zákazníci mají různorodé potřeby a dokáží odlišnost ocenit.
Rizika této strategie jsou, že zákazníci dají přednost levnějším výrobkům.
Příklad – hotely, banky, automobily

### Focus (zaměření)
Ve focus strategii je cílem zaměřit jen na několik tržních segmentů, které chce společnost obsluhovat. Zaměří se na skulinu na trhu, atraktivní segment neboli niché segment. Poté svou pozornost v těchto vybraných segmentech soustředí na nízké náklady nebo na diferenciaci.
Rizikem může být, že se segment stane atraktivní i pro jiné společnosti.
Příklady – autobusový dopravce zajišťující místní či regionální osobní dopravu, cestovní kancelář zaměřená jen na určitou destinaci
Společnosti, které se rozhodnou pro využití jedné z těchto strategií se na trhu bude pravděpodobně dařit. Ty firmy, které nejlépe zvládnou svoji zvolenou strategii, budou na trhu logicky nejúspěšnější. Na druhou stranu společnosti, které zůstanou na půli cesty a nemají jasně definovanou konkurenční marketingovou strategii, na tom budou nejhůře. Tyto společnosti se totiž mylně domnívají, že pokud budou využívat od každé strategie něco, tak musí být nejlepší, ale to je největší omyl, který dokazují problémy společností Olivetti, Marks & Spencer nebo Philips.